# Biała Błotna
Biała Błotna – wieś w Polsce położona w województwie śląskim, w powiecie zawierciańskim, w gminie Kroczyce.
W latach 1975–1998 miejscowość administracyjnie należała do województwa częstochowskiego.
Przez miejscowość przepływa niewielka rzeka Białka, która zasila w wodę miejscowe stawy rybne o łącznej powierzchni ok. 48 ha.